# Simone Eckert
Simone Eckert (* 1966) ist eine deutsche Gambistin und Ensembleleiterin.

## Leben
Simone Eckert studierte Viola da gamba an der Musikhochschule Hamburg bei Ingrid Stampa und anschließend an der Schola Cantorum Basiliensis, u. a. bei Jordi Savall. Nach Abschluss ihres Studiums 1990 mit dem Diplom für Alte Musik gründete sie im Jahr 1991 das Ensemble Hamburger Ratsmusik, mit dem sie fast 40 CDs aufgenommen hat, überwiegend mit Ersteinspielungen von Kompositionen für Viola da gamba, Pardessus de viole und Baryton.
Sie leitete Seminare für Viola da gamba an Institutionen in Deutschland und England. Seit 1992 ist sie Dozentin am Hamburger Konservatorium und lebt als freischaffende Musikerin in der Nähe von Hamburg.
Als Solistin und Ensembleleiterin konzertiert Simone Eckert regelmäßig in Deutschland, vielen Ländern Europas, den USA und China. Ihr Repertoire umfasst neben Kompositionen der Renaissance, des Barock und der Vorklassik auch Werke der Neuen Musik. Darüber hinaus veröffentlicht sie als Herausgeberin Werke alter Musik bei den Verlagen Dovehouse Editions, New York, dem Merseburger Verlag, Kassel und bei Edition Walhall. Für ihre CD „Lübecker Virtuosen“ erhielt sie 2006 den ECHO-Klassik-Preis, ihre CD „Thomas Selle – Chorale Concertos & Chorale Variations“ erhielt mit der Reihe „Musica Sacra Hamburgensis“ den Echo Klassik Sonderpreis 2010. Im Jahr 2004 wurde sie mit dem Kulturpreis des Kreises Pinneberg ausgezeichnet, 2016 mit dem Oskar und Vera Ritter-Preis.

## Diskografie
- Louis Heudelinne: Premier Livre, 1701 (Christophorus, 1996)
- Charles-Henri de Blainville: Premier Livre de Sonates pour la viole de gambe (Christophorus, 1997)
- Franz Xaver Hammer: Der letzte Gambist (Christophorus, 2000)
- Johann Theile: Kantaten für Schloß Gottorf (Christophorus, 2001)
- Pierre Hugard: La Toilette, Sonaten für Pardessus de Viole (Thorofon, 2002)
- Johann Philipp Krieger: Kantaten und Sonaten (Thorofon, 2003)
- Kantaten für Schloß Gottorf, mit Klaus Mertens, Bass (NCA, 2004)
- Johann Melchior Molter: Concerti und Concertini (NCA, 2004)
- Mon coeur charmé: Liederbuch der Fürstin Sophie-Erdmuthe (WDR/Christophorus, 2004)
- Dresden 1652: Werke von Christoph Bernhard und Christian Herwich, mit Klaus Mertens, Bass (NDR/NCA, 2005)
- Lübecker Virtuosen, (Thorofon, 2005)
- Johann Schop, Hamburger Ratsmusikus (Thorofon, 2006)
- Wach auf, mein Geist, mit Klaus Mertens, Bass (K&K Verlagsanstalt, 2007)
- Deth-Life: Musikalische Gedanken über Leben und Tod (NCA, 2008)
- Thomas Selle, Chorale Concertos & Chorale Variations (cpo, 2008)
- John Jenkins: Fantasia-Suiten (Phoenix Editions Austria, 2009)
- Abel & Aktuelles (Thorofon, 2010)
- Felix Austria: Works for Viola da gamba Consort (cpo/BR 2010)
- Musica Sacra: Die Zeit, mit Dorothee Mields, Sopran (K&K Verlagsanstalt, 2011)
- William Young: Works for Viola da gamba (cpo/DRadioKultur 2012)
- Johann Christian Schieferdecker: Geistliche Konzerte (Carus/BR 2012)
- Johann Philipp Krieger: Musicalischer Seelen-Frieden (Carus/BR Studio Franken 2013)
- Come again: John Dowland & his Contemporaries (cpo/NDR, 2013)
- Johann Steffens: Die Musik und ein guter Wein (cpo 2013)
- Fortuna scherzosa, mit Ina Siedlacek, Sopran (audite 2014)
- Carl Friedrich Abel: Composed to the Soul (cpo/DLF 2015)
- Georg Philipp Telemann: Trios pour le Dessus de Viole (cpo/NDR 2016)
- Euch ist ein Kindlein heut'geborn: Luthers Weihnachtslieder (Carus 2016)
- Johann Philipp Krieger: Musicalischer Seelen-Frieden (cpo/BR 2018)
- Georg Philipp Telemann: Moralische Kantaten und Fantasien für Viola da gamba solo (cpo/Radio Bremen 2018)
- Johann Theile/ Christian Flor, Seelen-Music (cpo 2019)
- Joseph Haydn & Friends (BR/Hänssler 2020)
- Jean Barrière, Sonaten für Pardessus de Viole (PAN Classics/BR 2021)
- Georg Philipp Telemann: Musicalisches Lob Gottes (cpo/Radio Bremen 2021)
- Diedrich Becker: Sacred Concertos (cpo 2022)
- Georg Philipp Telemann: Inauguration Cantatas 1721 (cpo/2024)
- Johann Schop: Geistliche Concerte (cpo/2025)